# Bluebugging
 (avril 2023).
La mise en forme du texte ne suit pas les recommandations de Wikipédia : il faut le « wikifier ».
Les points d'amélioration suivants sont les cas les plus fréquents. Le détail des points à revoir est peut-être précisé sur la page de discussion.
- Les titres sont pré-formatés par le logiciel. Ils ne sont ni en capitales, ni en gras.
- Le texte ne doit pas être écrit en capitales (les noms de famille non plus), ni en gras, ni en italique, ni en « petit »…
- Le gras n'est utilisé que pour surligner le titre de l'article dans l'introduction, une seule fois.
- L'italique est rarement utilisé : mots en langue étrangère, titres d'œuvres, noms de bateaux, etc.
- Les citations ne sont pas en italique mais en corps de texte normal. Elles sont entourées par des guillemets français : « et ».
- Les listes à puces sont à éviter, des paragraphes rédigés étant largement préférés. Les tableaux sont à réserver à la présentation de données structurées (résultats, etc.).
- Les appels de note de bas de page (petits chiffres en exposant, introduits par l'outil «  Source ») sont à placer entre la fin de phrase et le point final[comme ça].
- Les liens internes (vers d'autres articles de Wikipédia) sont à choisir avec parcimonie. Créez des liens vers des articles approfondissant le sujet. Les termes génériques sans rapport avec le sujet sont à éviter, ainsi que les répétitions de liens vers un même terme.
- Les liens externes sont à placer uniquement dans une section « Liens externes », à la fin de l'article. Ces liens sont à choisir avec parcimonie suivant les règles définies. Si un lien sert de source à l'article, son insertion dans le texte est à faire par les notes de bas de page.
- La présentation des références doit suivre les conventions bibliographiques. Il est recommandé d'utiliser les modèles {{Ouvrage}}, {{Chapitre}}, {{Article}}, {{Lien web}} et/ou {{Bibliographie}}. Le mode d'édition visuel peut mettre en forme automatiquement les références.
- Insérer une infobox (cadre d'informations à droite) n'est pas obligatoire pour parachever la mise en page.

Pour une aide détaillée, merci de consulter Aide:Wikification.
Si vous pensez que ces points ont été résolus, vous pouvez retirer ce bandeau et améliorer la mise en forme d'un autre article.

Le bluebugging est une forme d'attaque Bluetooth développée après le bluejacking et le bluesnarfing. Semblable au bluesnarfing, le bluebugging permet d'accéder et d'utiliser toutes les fonctionnalités du téléphone mais est limité par la puissance de transmission des radios Bluetooth de classe 2, plafonnant normalement sa portée à 10-15 mètres. La portée opérationnelle peut être augmentée avec l'utilisation d'une antenne directionnelle,.  

## Histoire
Le bluebugging est développé par le chercheur allemand Martin Herfurt en 2004, un an après l'avènement du bluejacking.  S'il constitue à l'origine une menace contre les ordinateurs portables dotés de la capacité Bluetooth, il cible ensuite les téléphones portables et les smartphones.
Le bluebugging manipule un téléphone cible pour compromettre sa sécurité, afin de créer une porte dérobée avant de rendre le contrôle du téléphone à son propriétaire. Une fois le contrôle d'un téléphone établi, il sert à rappeler le pirate qui peut alors écouter les conversations, d'où le nom de « bugging ». Le programme Bluebug a également la capacité de créer une application de renvoi d'appel par laquelle le pirate reçoit des appels destinés au téléphone cible. 
Un autre développement du bluebugging permet le contrôle des téléphones cibles via des casques téléphoniques Bluetooth. Il y parvient en se faisant passer pour le casque et ainsi « piéger » le téléphone pour qu'il obéisse aux commandes d'appel. Non seulement un pirate peut recevoir des appels destinés au téléphone cible, mais il peut également envoyer des messages, lire des annuaires et consulter des calendriers[réf. nécessaire].